# متين آكتاش
متين آكتاش (بالتركية: Metin Aktaş)‏ هو لاعب كرة قدم تركي في مركز حراسة المرمى، ولد في 1 أغسطس 1977 في آقجة آباد في تركيا. شارك مع منتخب تركيا تحت 17 سنة لكرة القدم ومنتخب تركيا تحت 21 سنة لكرة القدم ومنتخب تركيا لكرة القدم. أما مع النوادي، فقد لعب مع أضنة دمير سبور وتشايكور ريزه سبور وشانلي أورفا سبور وطرابزون سبور وغيرسون سبور وكايسري سبور.

## وصلات خارجية
- متين آكتاش على موقع اتحاد تركيا (لاعب) (الإنجليزية)
- متين آكتاش على موقع ناشيونال فوتبول تيمز (الإنجليزية)
- متين آكتاش على موقع Soccerway.com (الإنجليزية)
- متين آكتاش على موقع عالم كرة القدم.نت (الإنجليزية)